# Lijst van burgemeesters van Meijel
Dit is een lijst van burgemeesters van de voormalige Nederlandse gemeente Meijel in de provincie Limburg. Sinds 2010 maakt Meijel deel uit van de nieuwe gemeente Peel en Maas.
| Ambtsperiode | Naam burgemeester               | Partij of stroming | Bijzonderheden                          |
| ------------ | ------------------------------- | ------------------ | --------------------------------------- |
| 1798-1815    | Theodorus Goossens              |                    | maire                                   |
| 1815-1819    | Leonard Gerits                  |                    |                                         |
| 1819-1859    | Bartholomeus (B.) van der Steen |                    | bijnaam de Sjout                        |
| 1859-1869    | Arnold Hubert van der Steen     |                    |                                         |
| 1869-1873    | Willem Hendrik Goossens         |                    |                                         |
| 1874-1886    | Peter Johan Hubert Vullers      |                    | waarnemend, burgemeester van Nederweert |
| 1886-1895    | Joseph Sanders                  |                    |                                         |
| 1895-1913    | Jan (P.J.) Truijen              |                    |                                         |
| 1913-1921    | Jan Willem Linssen              |                    |                                         |
| 1921-1961    | Lins (P.L.) Sanders             |                    |                                         |
| 1961-1993    | Frits (G.M.H.J.) Kirkels        | KVP / CDA          |                                         |
| 1993-2003    | Hubert (H.G.) Vos               | CDA                |                                         |
| 2003-2004    | Paul Mengde                     | PvdA               | waarnemend, burgemeester van Sevenum    |
| 2004-2009    | Hans (J.C.G.J.) Smulders        | CDA                |                                         |